# Caprices de Paris
Pour plus de détails, voir Fiche technique et Distribution.
Caprices de Paris est un court métrage musical français réalisé par René Sti, sorti en 1950.

## Fiche technique
- Réalisation : René Sti
- Scénario : Lucien Frébert
- Photographie : Noël Ramettre
- Musique : Louis Gasté
- Format : Noir et blanc - 1,37:1 - 35 mm - Son mono
- Métrage : 600 m
- Genre : Court métrage musical
- Durée : 21 minutes
- Année de sortie : 1950

## Distribution
Dans leur propre rôle
- la chanteuse Line Renaud
- le chansonnier Jean Rigaux
- l'acteur Howard Vernon
- le chanteur d'opérette et de variétés Jean Patart
- la chanteuse Lisette Jambel
- la chanteuse Nicole Peck
- la chanteuse Denise Prévost
- l'actrice Rita Stoya